# Paulsgrove
Paulsgrove – osada w Anglii, w Hampshire, w dystrykcie (unitary authority) Portsmouth. W 2011 miejscowość liczyła 14 010 mieszkańców.